# Fritabilité

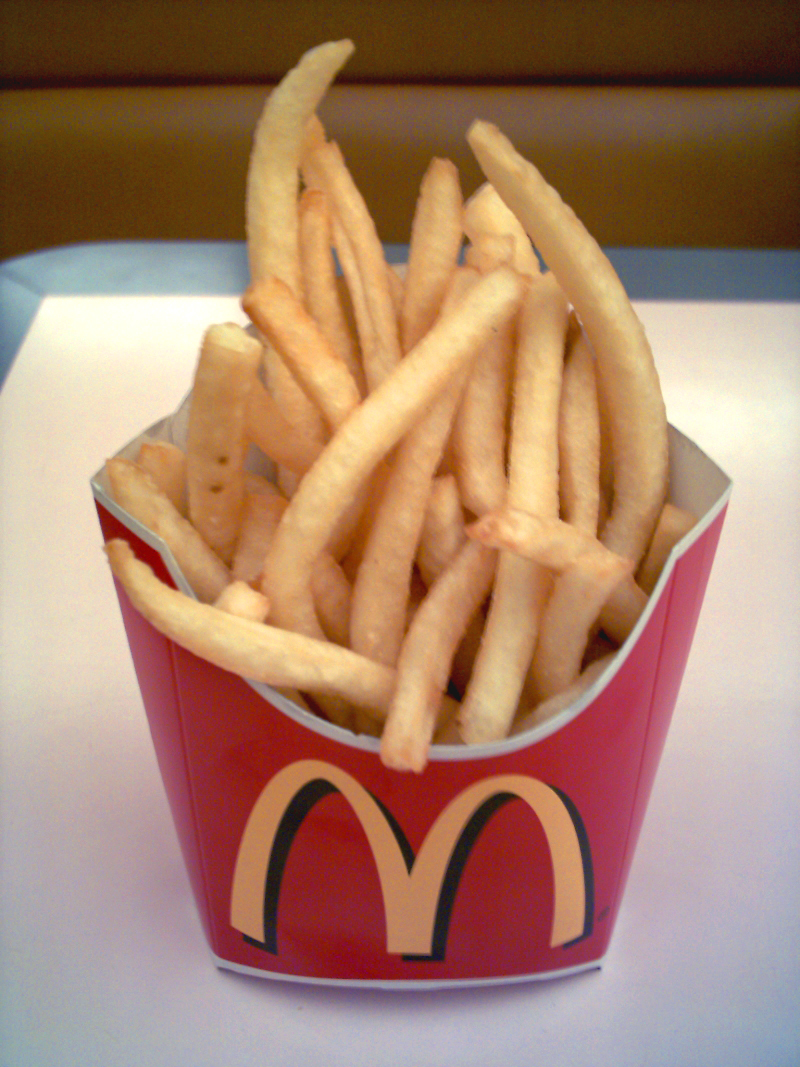
Frites peu colorées. McDonald's emploie principalement la variété 'Russet Burbank' pour sa « fritabilité » bien que ses qualités agronomiques soient dépassées par des variétés plus récentes

La fritabilité, ou « aptitude à la friture », est un indice de l’aptitude d'un lot de pommes de terre à la transformation en frites.

## Évaluation de la fritabilité
Cet indice est basé sur la couleur dominante d'échantillons de frites taillées et cuites selon un protocole précis, ainsi que sur le nombre de frites présentant une extrémité plus colorée que la couleur dominante.
L'échelle de couleur est une carte de référence allant de 000 (frite très claire) à 4 (frite carbonisée) et comprenant sept classes (000, 00, 0, 1, 2, 3, 4).
Un analyseur automatique de fritabilité exploitant les prises de vue d'une caméra électronique soumises à une lecture par intelligence artificielle, a été mis au point par la Haute école provinciale du Hainaut occidental. 

## Couleur des frites
La couleur des frites dépend de la présence de sucres réducteurs (glucose et fructose) dans la chair des pommes de terre, ces sucres se combinant lors de la cuisson à température élevée (réaction de Maillard) avec les acides aminés libres et notamment avec l'asparagine, pour former des composés colorés ainsi que de l'acrylamide (substance considérée comme cancérigène).
La teneur en sucres dépend de plusieurs facteurs, principalement la variété, la maturité et les conditions de stockage. Les variétés les plus adaptées à la préparation des frites, qu'on appelle « variétés fritables», sont celles dites farineuses, comme la 'Bintje', l'Agria', ou la 'Russet Burbank', qui se caractérisent par une teneur relativement élevée en matière sèche et en amidon et par une teneur minimale en sucre. Les pommes de terre doivent être récoltées à pleine maturité, c'est-à-dire lorsqu'un maximum de sucres est transformé en amidon. Le stockage des pommes de terre à basse température, c'est-à-dire inférieure à 8-10 °C, entraîne une augmentation du taux de sucres par suite d'une rétrogradation de l'amidon en sucres simples, saccharose d'abord, puis glucose et fructose (mais d'un autre côté, ces températures, et même des températures plus basses, sont conseillées pour retarder ou ralentir la germination).